# Wierzbice-Strupki
Wierzbice-Strupki [vjɛʐˈbit͡sɛ ˈstrupki] est un village polonais de la gmina de Jabłonna Lacka dans le powiat de Sokołów et dans la voïvodie de Mazovie, au centre-est de la Pologne.